# Grand Prix Stanów Zjednoczonych 2021
Grand Prix Stanów Zjednoczonych 2021, oficjalnie Formula 1 Aramco United States Grand Prix 2021 – siedemnasta runda Mistrzostw Świata Formuły 1 w sezonie 2021. Grand Prix odbyło się w dniach 22–24 października 2021 na torze Circuit of the Americas w Austin. Wyścig wygrał po starcie z pole position Max Verstappen (Red Bull), a na podium kolejno stanęli Lewis Hamilton (Mercedes) oraz Sergio Pérez (Red Bull).

## Lista startowa
| Nr          | Kierowca           | Zespół                                  | Samochód                          | Silnik                      | Opony |
| ----------- | ------------------ | --------------------------------------- | --------------------------------- | --------------------------- | ----- |
| 3           | Daniel Ricciardo   | McLaren F1 Team                         | McLaren MCL35M                    | Mercedes-AMG F1 M12 1,6 V6T | P     |
| 4           | Lando Norris       | McLaren F1 Team                         | McLaren MCL35M                    | Mercedes-AMG F1 M12 1,6 V6T | P     |
| 5           | Sebastian Vettel   | Aston Martin Cognizant Formula One Team | Aston Martin AMR21                | Mercedes-AMG F1 M12 1,6 V6T | P     |
| 6           | Nicholas Latifi    | Williams Racing                         | Williams FW43B                    | Mercedes-AMG F1 M12 1,6 V6T | P     |
| 7           | Kimi Räikkönen     | Alfa Romeo Racing ORLEN                 | Alfa Romeo C41                    | Ferrari 065/6 1,6 V6T       | P     |
| 9           | Nikita Mazepin     | Uralkali Haas F1 Team                   | Haas VF-21                        | Ferrari 065/6 1,6 V6T       | P     |
| 10          | Pierre Gasly       | Scuderia AlphaTauri Honda               | AlphaTauri AT02                   | Honda RA621H 1,6 V6T        | P     |
| 11          | Sergio Pérez       | Red Bull Racing Honda                   | Red Bull RB16B                    | Honda RA621H 1,6 V6T        | P     |
| 14          | Fernando Alonso    | Alpine F1 Team                          | Alpine A521                       | Renault E-Tech 20B 1,6 V6T  | P     |
| 16          | Charles Leclerc    | Scuderia Ferrari Mission Winnow         | Ferrari SF21                      | Ferrari 065/6 1,6 V6T       | P     |
| 18          | Lance Stroll       | Aston Martin Cognizant Formula One Team | Aston Martin AMR21                | Mercedes-AMG F1 M12 1,6 V6T | P     |
| 22          | Yūki Tsunoda       | Scuderia AlphaTauri Honda               | AlphaTauri AT02                   | Honda RA621H 1,6 V6T        | P     |
| 31          | Esteban Ocon       | Alpine F1 Team                          | Alpine A521                       | Renault E-Tech 20B 1,6 V6T  | P     |
| 33          | Max Verstappen     | Red Bull Racing Honda                   | Red Bull RB16B                    | Honda RA621H 1,6 V6T        | P     |
| 44          | Lewis Hamilton     | Mercedes-AMG Petronas Formula One Team  | Mercedes-AMG F1 W12 E Performance | Mercedes-AMG F1 M12 1,6 V6T | P     |
| 47          | Mick Schumacher    | Uralkali Haas F1 Team                   | Haas VF-21                        | Ferrari 065/6 1,6 V6T       | P     |
| 55          | Carlos Sainz Jr.   | Scuderia Ferrari Mission Winnow         | Ferrari SF21                      | Ferrari 065/6 1,6 V6T       | P     |
| 63          | George Russell     | Williams Racing                         | Williams FW43B                    | Mercedes-AMG F1 M12 1,6 V6T | P     |
| 77          | Valtteri Bottas    | Mercedes-AMG Petronas Formula One Team  | Mercedes-AMG F1 W12 E Performance | Mercedes-AMG F1 M12 1,6 V6T | P     |
| 99          | Antonio Giovinazzi | Alfa Romeo Racing ORLEN                 | Alfa Romeo C41                    | Ferrari 065/6 1,6 V6T       | P     |
| Źródło: FIA |                    |                                         |                                   |                             |       |

## Wyniki

### Zwycięzcy sesji treningowych
| Sesja       | Nr | Kierowca        | Konstruktor | Czas     | Okr. |
| ----------- | -- | --------------- | ----------- | -------- | ---- |
| 1           | 77 | Valtteri Bottas | Mercedes    | 1:34,874 | 17   |
| 2           | 11 | Sergio Pérez    | Red Bull    | 1:34,946 | 24   |
| 3           | 11 | Sergio Pérez    | Red Bull    | 1:34,701 | 13   |
| Źródło: FIA |    |                 |             |          |      |

### Kwalifikacje
| P                    | Nr | Kierowca           | Konstruktor           | Czasy w kwalifikacjach | Czasy w kwalifikacjach | Czasy w kwalifikacjach | Poz. s. |
| P                    | Nr | Kierowca           | Konstruktor           | Q1                     | Q2                     | Q3                     | Poz. s. |
| -------------------- | -- | ------------------ | --------------------- | ---------------------- | ---------------------- | ---------------------- | ------- |
| 1                    | 33 | Max Verstappen     | Red Bull Racing-Honda | 1:34,352               | 1:33,464               | 1:32,910               | 1       |
| 2                    | 44 | Lewis Hamilton     | Mercedes              | 1:34,579               | 1:33,797               | 1:33,119               | 2       |
| 3                    | 11 | Sergio Pérez       | Red Bull Racing-Honda | 1:34,369               | 1:34,178               | 1:33,134               | 3       |
| 4                    | 77 | Valtteri Bottas    | Mercedes              | 1:34,590               | 1:33,959               | 1:33,475               | 9       |
| 5                    | 16 | Charles Leclerc    | Ferrari               | 1:34,153               | 1:33,928               | 1:33,606               | 4       |
| 6                    | 55 | Carlos Sainz Jr.   | Ferrari               | 1:34,558               | 1:34,126               | 1:33,792               | 5       |
| 7                    | 3  | Daniel Ricciardo   | McLaren-Mercedes      | 1:34,407               | 1:34,643               | 1:33,808               | 6       |
| 8                    | 4  | Lando Norris       | McLaren-Mercedes      | 1:34,551               | 1:33,880               | 1:33,887               | 7       |
| 9                    | 10 | Pierre Gasly       | AlphaTauri-Honda      | 1:24,704               | 1:23,817               | 1:23,326               | 8       |
| 10                   | 22 | Yūki Tsunoda       | AlphaTauri-Honda      | 1:35,360               | 1:35,137               | 1:34,918               | 10      |
| 11                   | 31 | Esteban Ocon       | Alpine-Renault        | 1:35,747               | 1:35,377               |                        | 11      |
| 12                   | 5  | Sebastian Vettel   | Aston Martin-Mercedes | 1:35,281               | 1:35,500               |                        | 18      |
| 13                   | 99 | Antonio Giovinazzi | Alfa Romeo-Ferrari    | 1:35,920               | 1:35,794               |                        | 12      |
| 14                   | 14 | Fernando Alonso    | Alpine-Renault        | 1:35,756               | 1:44,549               |                        | 19      |
| 15                   | 63 | George Russell     | Williams-Mercedes     | 1:35,746               | —                      |                        | 20      |
| 16                   | 18 | Lance Stroll       | Aston Martin-Mercedes | 1:35,983               |                        |                        | 13      |
| 17                   | 6  | Nicholas Latifi    | Williams-Mercedes     | 1:35,995               |                        |                        | 14      |
| 18                   | 7  | Kimi Räikkönen     | Alfa Romeo-Ferrari    | 1:36,311               |                        |                        | 15      |
| 19                   | 47 | Mick Schumacher    | Haas-Ferrari          | 1:36,499               |                        |                        | 16      |
| 20                   | 9  | Nikita Mazepin     | Haas-Ferrari          | 1:36,796               |                        |                        | 17      |
| 107% czasu: 1:40,743 |    |                    |                       |                        |                        |                        |         |
| Źródło: FIA          |    |                    |                       |                        |                        |                        |         |

Uwagi
1. ↑  Valtteri Bottas otrzymał karę cofnięcia o 5 pozycji za nowy silnik spalinowy[6].
2. ↑  Sebastian Vettel otrzymał karę cofnięcia na koniec stawki za wymianę elementów jednostki napędowej ponad regulaminowy limit[7].
3. ↑  Fernando Alonso otrzymał karę cofnięcia na koniec stawki za wymianę elementów jednostki napędowej ponad regulaminowy limit[8].
4. ↑  George Russell otrzymał karę cofnięcia na koniec stawki za wymianę elementów jednostki napędowej ponad regulaminowy limit[9].

### Wyścig
| P           | Nr | Kierowca           | Konstruktor           | Okr. | Czas                | Start | +/–       | Punkty |
| ----------- | -- | ------------------ | --------------------- | ---- | ------------------- | ----- | --------- | ------ |
| 1           | 33 | Max Verstappen     | Red Bull Racing-Honda | 56   | 1:34:36,552         | 1     | Bez zmian | 25     |
| 2           | 44 | Lewis Hamilton     | Mercedes              | 56   | +1,333              | 2     | Bez zmian | 18+1   |
| 3           | 11 | Sergio Pérez       | Red Bull Racing-Honda | 56   | +42,223             | 3     | Bez zmian | 15     |
| 4           | 16 | Charles Leclerc    | Ferrari               | 56   | +52,246             | 4     | Bez zmian | 12     |
| 5           | 3  | Daniel Ricciardo   | McLaren-Mercedes      | 56   | +1:16,854           | 6     | 1         | 10     |
| 6           | 77 | Valtteri Bottas    | Mercedes              | 56   | +1:20,128           | 9     | 3         | 8      |
| 7           | 55 | Carlos Sainz Jr.   | Ferrari               | 56   | +1:23,545           | 5     | 2         | 6      |
| 8           | 4  | Lando Norris       | McLaren-Mercedes      | 56   | +1:24,395           | 7     | 1         | 4      |
| 9           | 22 | Yūki Tsunoda       | AlphaTauri-Honda      | 55   | +1 okrążenie        | 10    | 1         | 2      |
| 10          | 5  | Sebastian Vettel   | Aston Martin-Mercedes | 55   | +1 okrążenie        | 18    | 8         | 1      |
| 11          | 99 | Antonio Giovinazzi | Alfa Romeo-Ferrari    | 55   | +1 okrążenie        | 12    | 1         |        |
| 12          | 18 | Lance Stroll       | Aston Martin-Mercedes | 55   | +1 okrążenie        | 13    | 1         |        |
| 13          | 7  | Kimi Räikkönen     | Alfa Romeo-Ferrari    | 55   | +1 okrążenie        | 15    | 2         |        |
| 14          | 63 | George Russell     | Williams-Mercedes     | 55   | +1 okrążenie        | 20    | 6         |        |
| 15          | 6  | Nicholas Latifi    | Williams-Mercedes     | 55   | +1 okrążenie        | 14    | 1         |        |
| 16          | 47 | Mick Schumacher    | Haas-Ferrari          | 54   | +2 okrążenia        | 16    | Bez zmian |        |
| 17          | 9  | Nikita Mazepin     | Haas-Ferrari          | 54   | +2 okrążenia        | 17    | Bez zmian |        |
| NS          | 14 | Fernando Alonso    | Alpine-Renault        | 49   | NU (tylne skrzydło) | 19    |           |        |
| NS          | 31 | Esteban Ocon       | Alpine-Renault        | 40   | NU (mechanika)      | 11    |           |        |
| NS          | 10 | Pierre Gasly       | AlphaTauri-Honda      | 14   | NU (zawieszenie)    | 8     |           |        |
| Źródło: FIA |    |                    |                       |      |                     |       |           |        |

Uwagi
1. ↑  Dodatkowy 1 punkt jest przyznawany kierowcy, który ustanowił najszybsze okrążenie w wyścigu, pod warunkiem, że ukończył wyścig w pierwszej 10.

### Najszybsze okrążenie
| Nr          | Kierowca       | Konstruktor | Czas     | Okr. |
| ----------- | -------------- | ----------- | -------- | ---- |
| 44          | Lewis Hamilton | Mercedes    | 1:38,485 | 41   |
| Źródło: FIA |                |             |          |      |

### Prowadzenie w wyścigu
| Nr                              | Kierowca       | Konstruktor | Okrążenia    | Suma |
| ------------------------------- | -------------- | ----------- | ------------ | ---- |
| 44                              | Lewis Hamilton | Mercedes    | 1–13, 30–37  | 21   |
| 33                              | Max Verstappen | Red Bull    | 14–29, 38–56 | 25   |
| \| Wykres \| \| ------ \| \| \| |                |             |              |      |
| Źródło: FIA                     |                |             |              |      |
| Wykres                          |                |             |              |      |
|                                 |                |             |              |      |

## Klasyfikacja po wyścigu

### Kierowcy
Źródło: FIA
| P  | +/− | Kierowca           | Starty | Punkty | P1 | P2 | P3 | PP | NO | NS |
| -- | --- | ------------------ | ------ | ------ | -- | -- | -- | -- | -- | -- |
| 1  | 0   | Max Verstappen     | 17     | 287,5  | 8  | 5  | –  | 8  | 4  | 2  |
| 2  | 0   | Lewis Hamilton     | 17     | 275,5  | 5  | 6  | 1  | 3  | 5  | 1  |
| 3  | 0   | Valtteri Bottas    | 17     | 185    | 1  | 1  | 7  | 2  | 3  | 3  |
| 4  | +1  | Sergio Pérez       | 17     | 150    | 1  | –  | 3  | –  | 1  | 1  |
| 5  | −1  | Lando Norris       | 17     | 149    | –  | 1  | 3  | 1  | 1  | 1  |
| 6  | +1  | Charles Leclerc    | 17     | 128    | –  | 1  | –  | 2  | –  | 2  |
| 7  | −1  | Carlos Sainz Jr.   | 17     | 122,5  | –  | 1  | 2  | –  | –  | –  |
| 8  | 0   | Daniel Ricciardo   | 17     | 105    | 1  | –  | –  | –  | 1  | –  |
| 9  | 0   | Pierre Gasly       | 17     | 74     | –  | –  | 1  | –  | 1  | 3  |
| 10 | 0   | Fernando Alonso    | 17     | 58     | –  | –  | –  | –  | –  | 2  |
| 11 | 0   | Esteban Ocon       | 17     | 46     | 1  | –  | –  | –  | –  | 3  |
| 12 | 0   | Sebastian Vettel   | 17     | 36     | –  | 1  | –  | –  | –  | 2  |
| 13 | 0   | Lance Stroll       | 17     | 26     | –  | –  | –  | –  | –  | 2  |
| 14 | 0   | Yūki Tsunoda       | 17     | 20     | –  | –  | –  | –  | –  | 3  |
| 15 | 0   | George Russell     | 17     | 16     | –  | 1  | –  | –  | –  | 2  |
| 16 | 0   | Nicholas Latifi    | 17     | 7      | –  | –  | –  | –  | –  | 1  |
| 17 | 0   | Kimi Räikkönen     | 15     | 6      | –  | –  | –  | –  | –  | 1  |
| 18 | 0   | Antonio Giovinazzi | 17     | 1      | –  | –  | –  | –  | –  | –  |
| 19 | 0   | Mick Schumacher    | 17     | 0      | –  | –  | –  | –  | –  | 1  |
| 20 | 0   | Robert Kubica      | 2      | 0      | –  | –  | –  | –  | –  | –  |
| 21 | 0   | Nikita Mazepin     | 17     | 0      | –  | –  | –  | –  | –  | 4  |
| P  | +/− | Kierowca           | Starty | Punkty | P1 | P2 | P3 | PP | NO | NS |

### Konstruktorzy
Źródło: FIA
| P  | +/− | Konstruktor               | Starty | Punkty | P1 | P2 | P3 | PP | NO | NS |
| -- | --- | ------------------------- | ------ | ------ | -- | -- | -- | -- | -- | -- |
| 1  | 0   | Mercedes                  | 34     | 460,5  | 6  | 7  | 8  | 5  | 8  | 4  |
| 2  | 0   | Red Bull Racing-Honda     | 34     | 437,5  | 9  | 5  | 3  | 9  | 5  | 3  |
| 3  | 0   | McLaren-Mercedes          | 34     | 254    | 1  | 1  | 3  | 1  | 2  | 1  |
| 4  | 0   | Ferrari                   | 34     | 250,5  | –  | 2  | 2  | 2  | –  | 2  |
| 5  | 0   | Alpine-Renault            | 34     | 104    | 1  | –  | –  | –  | –  | 5  |
| 6  | 0   | Scuderia AlphaTauri-Honda | 34     | 94     | –  | –  | 1  | –  | 1  | 6  |
| 7  | 0   | Aston Martin-Mercedes     | 34     | 62     | –  | 1  | –  | –  | –  | 4  |
| 8  | 0   | Williams-Mercedes         | 34     | 23     | –  | 1  | –  | –  | –  | 3  |
| 9  | 0   | Alfa Romeo Racing-Ferrari | 34     | 7      | –  | –  | –  | –  | –  | 1  |
| 10 | 0   | Haas-Ferrari              | 34     | 0      | –  | –  | –  | –  | –  | 5  |
| P  | +/− | Konstruktor               | Starty | Punkty | P1 | P2 | P3 | PP | NO | NS |